# Paverama

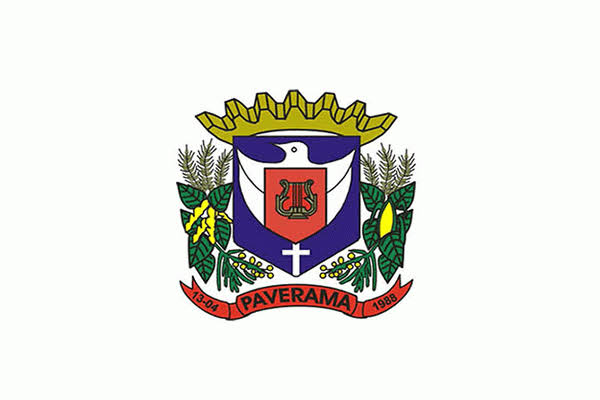
Paverama

Paverama es un municipio brasileño del estado de Rio Grande do Sul.
Se encuentra ubicado a una latitud de 29º33'06" Sur y una longitud de 51º43'49" Oeste, estando a una altitud de 105 metros sobre el nivel del mar. Su población estimada para el año 2004 era de 8.022 habitantes.
Ocupa una superficie de 169,28 km².
- Datos: Q1758766
- Multimedia: Paverama / Q1758766